# 印缅红果树
印缅红果树（学名：Stranvaesia nussia）为蔷薇科红果树属下的一个种。